# Forninhos
Forninhos is een plaats (freguesia) in de Portugese gemeente Aguiar da Beira en telt 272 inwoners (2001).